# Heterorrhina
Genre
Taxons de rang inférieur
- Eoheterorrhina Mikšič, 1974
- Heterorhorina (Heterorrhina) Westwood, 1842
- Heterorrhiniola Mikšič, 1974

Synonymes
- Heterorhina Westwood, 1842
- Coryphe MacLeay, 1838 (nomen nudum)

Heterorrhina est un genre de coléoptères de la famille des Scarabaeidae, de la sous-famille des Cetoniinae, de la tribu des Goliathini et de la sous-tribu des Coryphocerina.
L'espèce-type est Cetonia elegans Fabricius, 1781.

## Liste des espèces
Heterorhina amoena - 
Heterorhina barmanica - 
Heterorhina borneensis - 
Heterorhina chantrainei - 
Heterorhina chayuensis - 
Heterorhina elegans - 
Heterorhina flutschi - 
Heterorhina gracilis - 
Heterorhina jingkelii - 
Heterorhina kuntzeni - 
Heterorhina leonardi - 
Heterorhina lumawigi - 
Heterorhina macleayi - 
Heterorhina micans - 
Heterorhina mimula - 
Heterorhina minettii - 
Heterorhina nigritarsis - 
Heterorhina obesa - 
Heterorhina paupera - 
Heterorhina planata - 
Heterorhina porphyretica - 
Heterorhina punctatissima - 
Heterorhina pyramidalis - 
Heterorhina rahimi - 
Heterorhina schadenbergi - 
Heterorhina sexmaculata - 
Heterorhina simillima - 
Heterorhina simula - 
Heterorhina sinuatocollis - 
Heterorhina tibialis - 
Heterorhina triangularis - 
Heterorhina versicolor